# 熊本森都心
32°47′25.0″N 130°41′27.6″E / 32.790278°N 130.691000°E

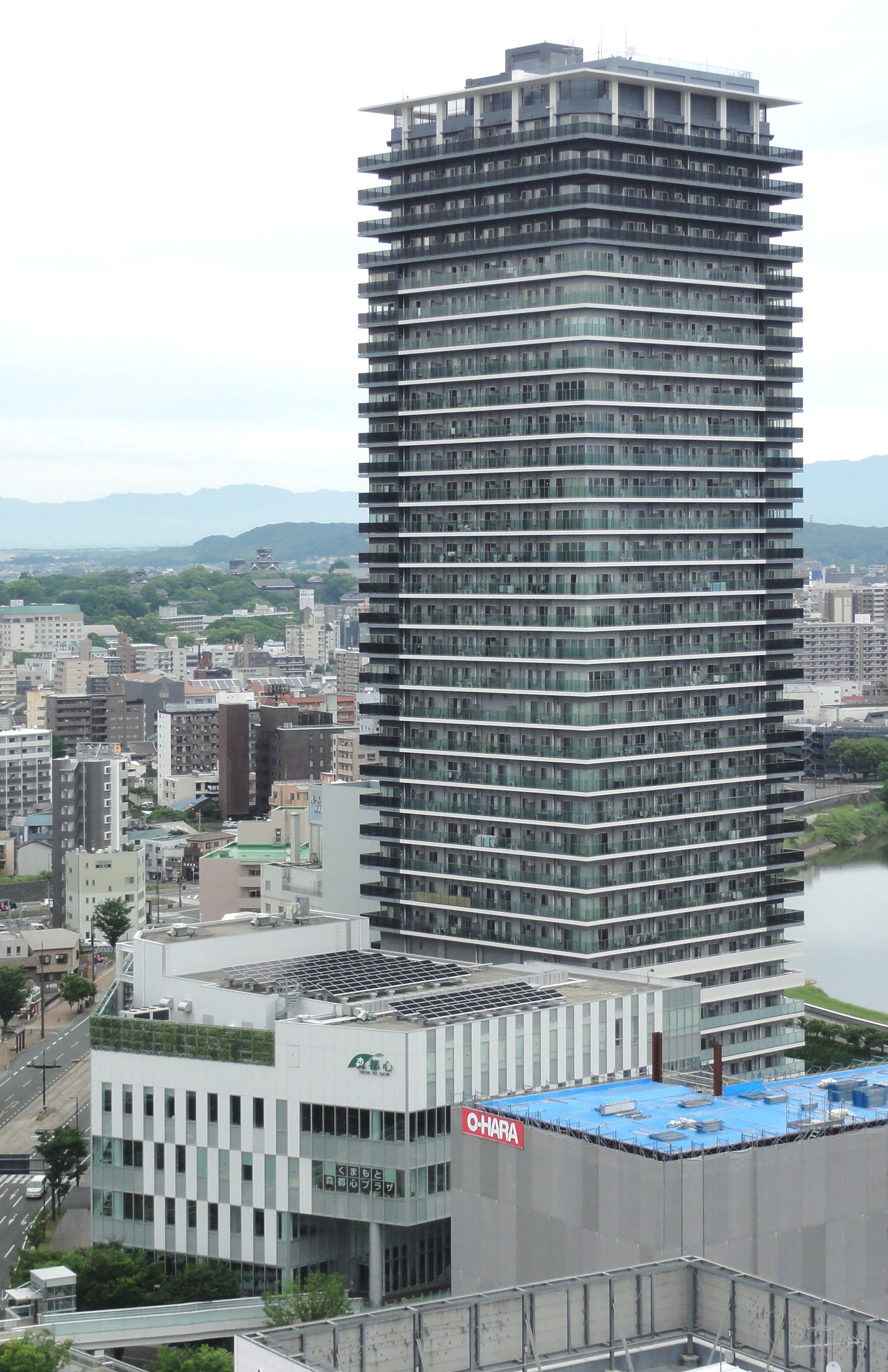
熊本森都心廣場及熊本塔

熊本森都心是位於日本熊本縣熊本市西區春日1丁目，熊本車站正對面的建築，為配合九州新幹線的周邊開發項目，主要包括熊本森都心廣場及熊本塔兩個區域，於2011年10月開始營運。在熊本森都心廣場內設有觀光情報中心、熊本市立圖書館及鶴屋百貨店。
其中的熊本塔為35層樓，高度為123公尺，目前為熊本縣內最高的建築物。

## 外部連結
- （日語） 熊本森都心管理協會 （页面存档备份，存于）
- （日語） 熊本森都心廣場 （页面存档备份，存于）